# Universidade Aberta
Die Universidade Aberta (portugiesisch für „Offene Universität“) ist eine staatliche Fernuniversität in Lissabon.

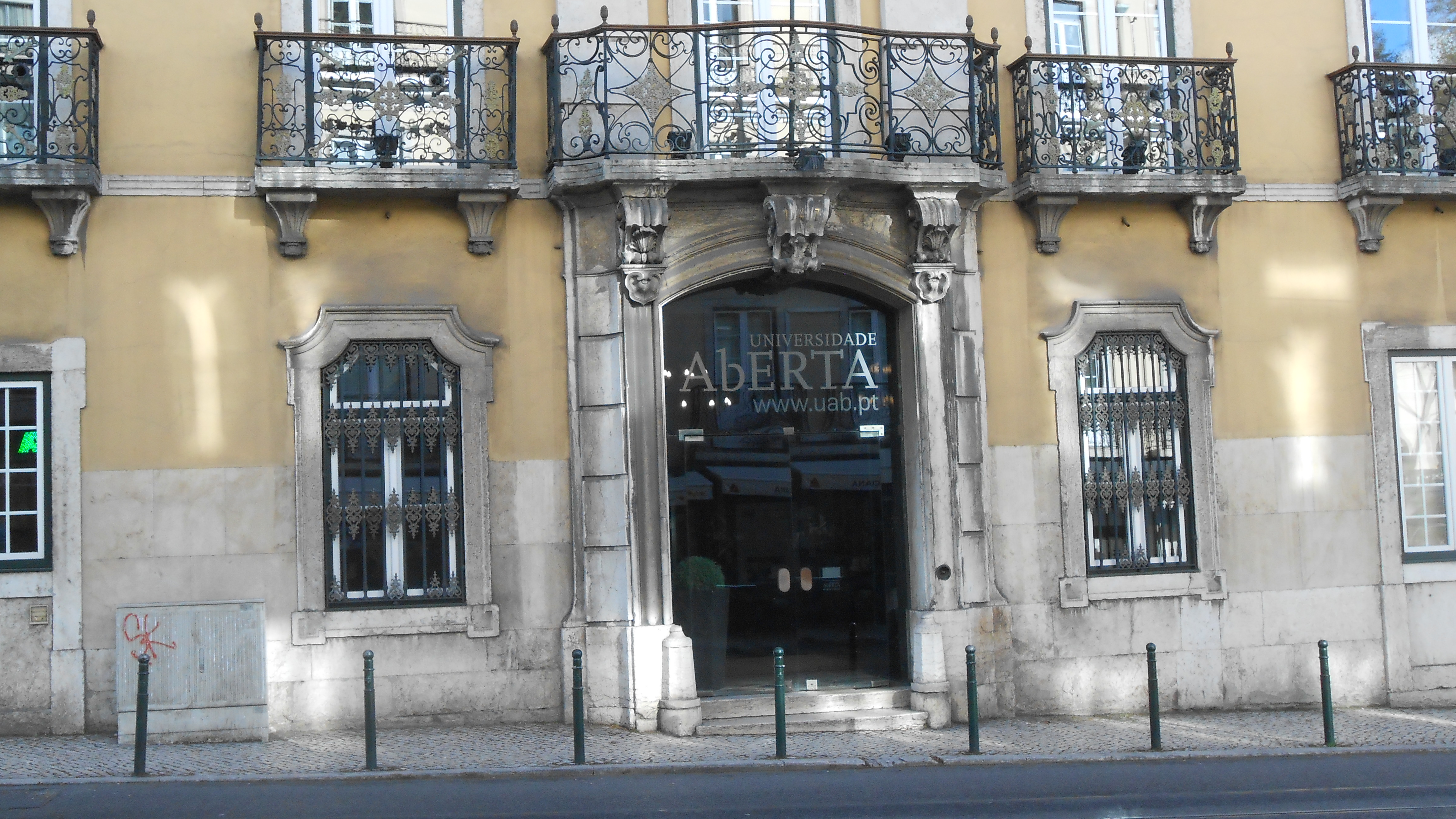
Eingang der Universidade Aberta in Lissabon

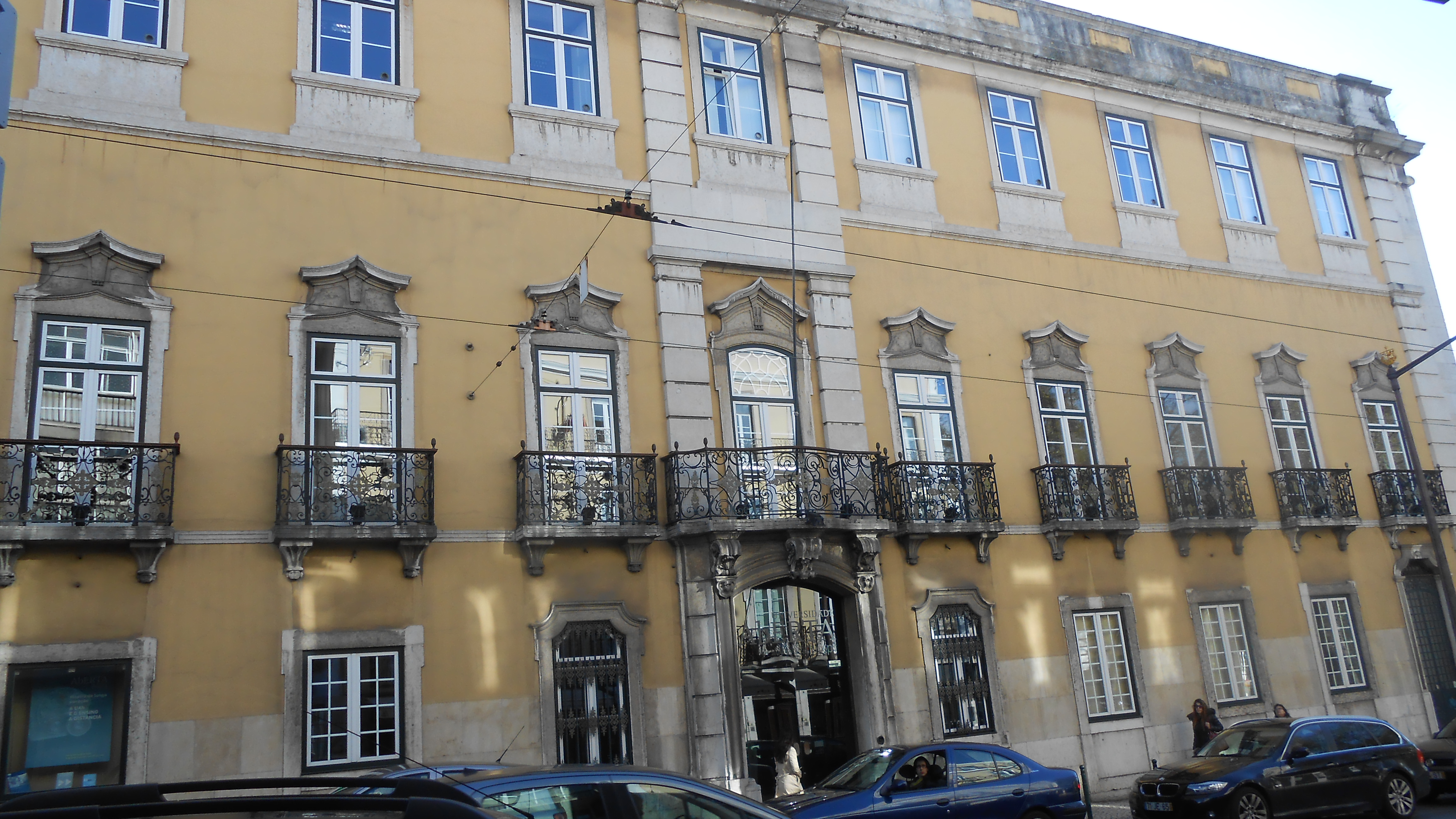
Der Palácio Bramão in Lissabon, Hauptsitz der Universidade Aberta

## Geschichte
1983 wurde im Bildungsministerium die Einrichtung einer Fernuniversität in staatlicher Trägerschaft beschlossen. Als Sitz wurde der Palácio Bramão bestimmt, einem 1760 errichteten Stadtpalast in der Stadtgemeinde São Mamede. 1988 erfolgte die Gründung der Universidade Aberta.

## Struktur und Aktivitäten
Die Universität gliedert sich in vier übergeordnete Fachbereiche:
- Wissenschaft und Technologie (Departamento de Ciências e Tecnologia)
- Sozialwissenschaften und Verwaltung (Departamento de Ciências Sociais e de Gestão)
- Pädagogik und Fernlernen (Departamento de Educação e Ensino à Distância)
- Humanwissenschaften (Departamento de Humanidades, mit Studiengängen u. a. der Bereiche Geschichte, Sprache und Kultur)

Dazu kommen ein übergeordnetes Institut für Forschung, eine Abteilung für lebenslanges Lernen, eine Abteilung für die lokalen Einrichtungen der Fernuniversität, und die Verwaltung.
Neben ihrem Sitz in Lissabon unterhält sie noch zwei Regionalniederlassungen in Porto und Coimbra. Dazu kommen 16 lokale Studienzentren in Portugal und eines in Mosambik.
Sie unterhält Kooperationen mit über 400 internationalen Universitäten, portugiesischen Institutionen und Unternehmen, und sie nimmt an verschiedenen Austauschprogrammen teil, darunter das Erasmus-Programm.
2011 wurde die Universidade Aberta von der European Foundation for Quality Management ausgezeichnet.